# نقاشی‌های دیواری معبد مسیحی در قوچو

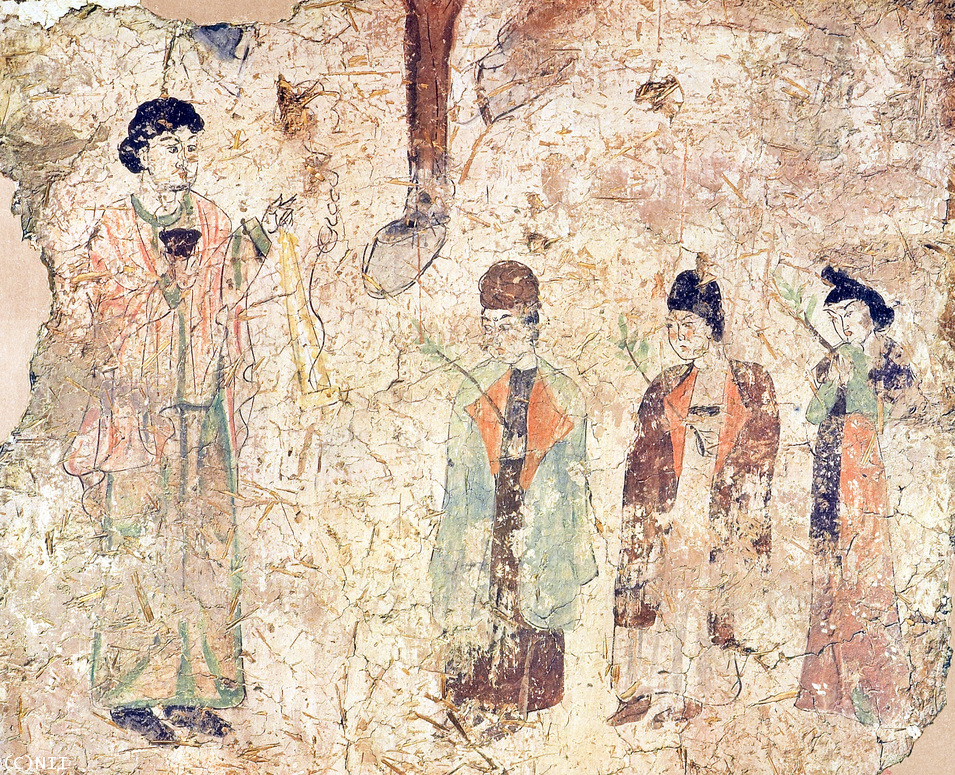
نخل یکشنبه

نقاشی‌های دیواری از معبد مسیحی در قوچو (آلمانی: Wandbilder aus einem christlichen Tempel, Chotscho) سه قطعه نقاشی دیواری از کلیسای مشرق - نخل یکشنبه، توبه و ورود به اورشلیم که توسط تیم اعزامی آلمانی تورپان، که توسط دو آلمانی رهبری می‌شد، باستان‌شناسان آلبرت گرونودل و آلبرت فن لوکوک، در اوایل قرن بیستم کشف شدند.